# Eugenia cinerascens
Eugenia cinerascens är en myrtenväxtart som beskrevs av George Gardner. Eugenia cinerascens ingår i släktet Eugenia och familjen myrtenväxter. Inga underarter finns listade i Catalogue of Life.